# Wade Hampton III

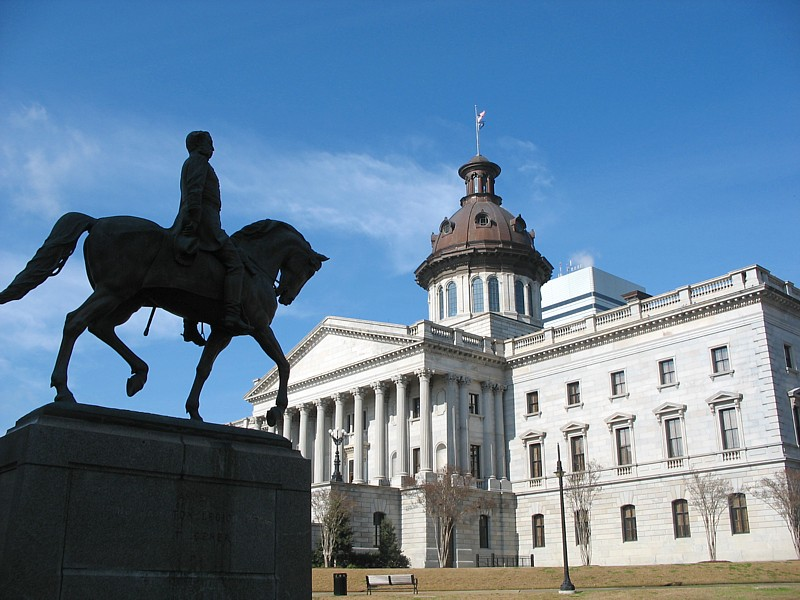
Pomnik generała Wade'a Hamptona III

Wade Hampton III (ur. 28 marca 1818 w Charleston, zm. 11 kwietnia 1902 w Columbii) – amerykański polityk i wojskowy, generał Armii Konfederacji, senator, gubernator Karoliny Południowej (1876-1879).

## Życiorys
Był synem plantatora, weterana wojny 1812, i wnukiem oficera kawalerii z wojny o niepodległość Stanów Zjednoczonych. W młodości często zajmował się jazdą konną i polowaniami, w 1836 ukończył South Carolina College (obecnie University of South Carolina), był z wykształcenia prawnikiem, jednak nie pracował jako prawnik. W 1852 został wybrany do Zgromadzenia Ogólnego Karoliny Południowej, w latach 1858–1861 sprawował mandat senatora. Był przeciwny secesji od Unii, jednak podporządkował się decyzjom swojego stanu i po wybuchu wojny secesyjnej wstąpił do armii stanowej, mimo braku doświadczenia wojskowego. 21 lipca 1861 jako kawalerzysta wziął udział w zwycięskiej dla konfederatów bitwie nad Bull Run, a od 31 maja do 1 czerwca 1862 jako dowódca brygady w dywizji Thomasa Jacksona w Armii Północnej Wirginii uczestniczył w nierozstrzygniętej bitwie pod Seven Pines, w której został ranny w stopę; 23 maja 1862 otrzymał stopień generała brygady. W lipcu 1863 dowodził brygadą kawalerii w bitwie pod Gettysburgiem, w której został poważnie ranny; 3 sierpnia 1863 został generałem majorem i dowódcą dywizji kawalerii. 11–12 sierpnia 1864 wyróżnił się, dowodząc konfederatami w bitwie pod Trevilian Station w hrabstwie Louisa, 11 sierpnia 1864 otrzymał dowództwo korpusu kawalerii. Po wojnie powrócił do polityki, sprzeciwiając się radykalnej republikańskiej rekonstrukcji. W 1876 został gubernatorem Karoliny Południowej, w 1878 uzyskał reelekcję, jednak w 1879 zrezygnował z powodu wybrania go do Senatu; zasiadał w Senacie do 1891.
W walkach wojny secesyjnej zginął jego młodszy brat Frank i jeden z synów, także Frank.